# Vùng nhân
| Tế bào nhân sơ |
| |
| Cấu tạo tế bào nhân sơ điển hình: 1. Lông nhung 2. Plasmid 3. Ribosome 4. Bào tương 5. Màng sinh chất 6. Thành tế bào 7. Vỏ nhầy 8. Vùng nhân 9. Tiên mao |

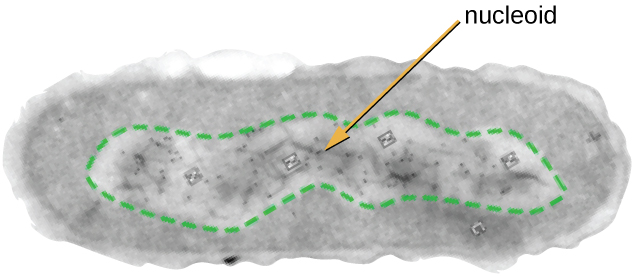
Vùng nhân (nucleoid) của một vi khuẩn chứa DNA vòng chính, nhận dạng bằng nhuộm Feulgen.

Vùng nhân là khoảng không gian thường ở trung tâm một tế bào của sinh vật nhân sơ, có chứa nhiễm sắc thể của nó mà không có màng nhân bao quanh. Đây là khái niệm dịch từ thuật ngữ tiếng Anh: nucleoid. Nucleoid có nghĩa là "giống như nhân tế bào" chứa hầu hết các vật liệu di truyền của tế bào, được gọi là genophore.
Do vùng này chứa hàm lượng DNA cao nhất trong tế bào, tương đương với nhân của sinh vật nhân thực, nên còn gọi rõ hơn là vùng chứa thể nhân, trong đó thể nhân (nuclear body) là nhiễm sắc thể của tế bào, thường được gọi là DNA-NST (phân tử DNA có vai trò nhiễm sắc thể).

## Tổng quan

Mô hình vùng nhân có genophore, dựng từ máy tính.

- Sinh vật nhân sơ là sinh vật đơn bào, nhưng không có màng nhân bao bọc bộ nhiễm sắc thể của nó như ở tế bào nhân thực, nên vùng chứa nhiễm sắc thể này gọi là vùng chứa nhân (nucleoid), đã gọi tắt là vùng nhân.[5]
- Vùng này có thể dễ quan sát thấy ngay cả bằng kính hiển vi quang học thông thường, ở đó vùng này cô đặc hơn phần tế bào chất còn lại, đặc biệt rõ khi nhuộm Feulgen (Feulgen stain).

## Cấu trúc

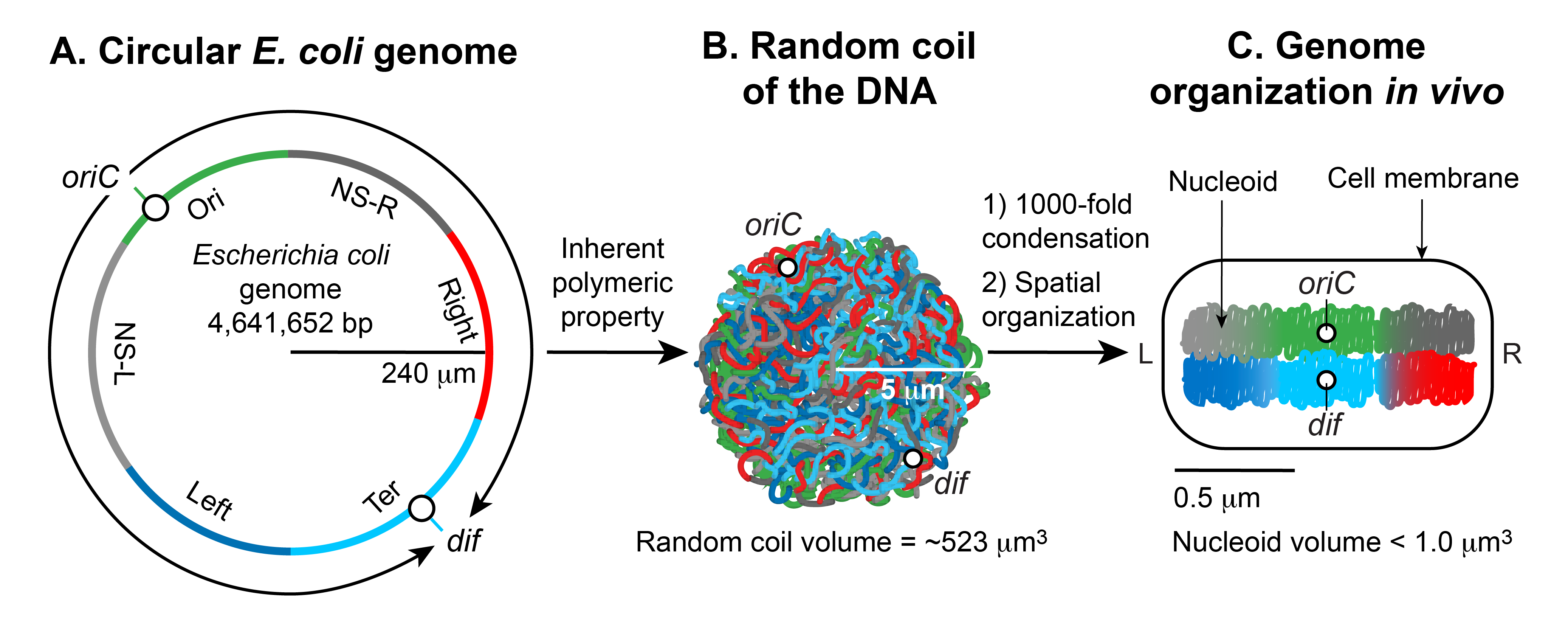
Vùng nhân của Escherichia coli A. Bộ gen tròn của Escherichia coli. Các mũi tên thể hiện sự sao chép DNA hai chiều. Vị trí sao chép là oriC, vị trí phân rã là dif, vùng kết thúc sao chép là ter.
B. Dạng cuộn ngẫu nhiên của DNA vùng nhân.
C. Sơ đồ động về DNA-NST của E.coli

### Thành phần hoá học, sự phân bố vùng nhân
Vùng nhân là một bộ phận quan trọng của tế bào, chứa đựng bộ máy di truyền có nhiều axit đêoxiribônuclêic (DNA). Vì chứa DNA nhiều, nên nhân ưa kiềm, dẫn tới nhân bắt màu với chất màu kiềm lúc nhuộm. Ở tế bào động vật và thực vật, nhân tập trung nhiều DNA nên dễ bắt màu khi nhuộm. Song ở tế bào vi khuẩn một mặt vì chỉ có ít DNA, mặt khác DNA lại phân tán trong sinh chất cho nên nhuộm màu không tập trung,do đó khó phân biệt,phải nhuộm màu riêng nhân tế bào vi khuẩn bằng thuốc nhuộm đặc biệt mới dễ quan sát. Bởi thế vi khuẩn thuộc loại tế bào nhân sơ và nhuộm được nhân vi khuẩn bằng thuốc azua metylen eosinat, phương pháp Robinow, phương pháp Piechaud.

### Cấu tạo genophore
Vùng nhân chứa DNA-NST. Đây là phân tử DNA vòng, dài hay ngắn tùy loài.
Phân tử DNA vùng nhân được nhân đôi theo nguyên tắc bổ sung.